# Дружина м'ясника
«Дружина м'ясника» («The Butcher's Wife») — американська мелодраматична кінокомедія-фентезі 1991 року, знятий режисером Террі Г'юзом, з Демі Мур у головній ролі.

## Сюжет
З чергової подорожі головний герой, місцевий м'ясник на ім'я Лео, повернувся з приголомшливим «уловом». Прекрасна супутниця, що супроводжувала простака, виявилася справжньою красунею і ясновидячою. Лео не терпілося продемонструвати майбутню дружину всім друзям та знайомим, але проста зустріч кількох людей залишала на серці дивне почуття. Минув деякий час, і чоловік став підозрювати дружину у володінні надздібностями. «Чи не відьма вона?» — пробігла думка в голові м'ясника щодня, коли після чергової зустрічі передбачення дівчини виявлялися правдивими. Лео вирішує зводити Марину до лікаря, але доктор Алекс не бачить у жінці будь-яких доказів наявності суперсил. За своєю натурою психіатр є циніком і не вірить у магію, але навіть настільки несприйнятлива до вмовлянь людина поступово починає відчувати на собі вплив таємничої особи.

## У ролях
- Демі Мур — Марина
- Джефф Денієлс — Доктор Алекс Тремор
- Джордж Дзундза — Лео
- Мері Стінберген — Стелла
- Френсіс Мак-Дорманд — Грейс
- Макс Перліч — Юджин
- Маргарет Колін — Робін
- Міріам Марголіс — Джина
- Гелен Ганфт — Моллі
- Крістофер Дюранг — Містер Ліддл
- Луїс Авалос — Луїс
- Елізабет Лоуренс — Греммі Д'Арбо
- Чарльз Пірс — Б'ю
- Даян Селінджер
- Томмі Форд — трансвестит
- Скотт Томпсон Бейкер — ковтач вогню
- Ед Кенні — дядько Чансі
- Баррі Нейкруг — велосипедист
- Камерон Мілцер — епізод
- Сем Меннінг — портьє
- Кен Фріц — епізод
- Френк Тайді — епізод
- Стів Лав — епізод

## Знімальна група
- Режисер — Террі Г'юз
- Сценаристи — Езра Літвак, Марджорі Шварц
- Оператор — Френк Тайді
- Композитори — Майкл Гор, Стівен Джа Джонсон
- Художник — Чарльз Розен
- Продюсери — Лоран Ллойд, Волліс Нікіта, Арні Шмідт